# Ben Curtis
Ben Curtis (Columbus, Ohio, 26 mei 1977) is een professioneel golfer uit de Verenigde Staten.

## Amateur
De ouders van Curtis verhuisden naar Ostrander waar zij op de Mill Creek Golf Club gingen werken. Al jong kwam Curtis hierdoor met golf in aanraking. Hij ging naar de Buckeye Valley High School en Kent State University, waar hij in het golfteam van de universiteit kwam.
Als amateur won Curtis twee keer achter elkaar het Ohio Amateurkampioenschap. Alleen Arnold Palmer en John Cook hadden dit eerder gedaan.
Curtis en zijn vrouw Candace wonen in Stow, Ohio.

### Gewonnen
- 1999: Ohio Amateur
- 2000: Ohio Amateur, Players Amateur

## Professional
Curtis werd in 2000 professional en begon op de Hooters Tour te spelen. Eind 2002 ging hij naar de Tourschool en haalde een tourkaart voor de Amerikaanse PGA Tour, waardoor hij het spelen op de Nationwide Tour 'oversloeg'. In 2003 haalde hij vaak de cut maar de eindresultaten waren niet imponerend. Hij werd 13de bij het Western Open en kwalificeerde zich daardoor voor het 132ste Brits Open op Royal St George's Golf Club. Tot veler verbazing won deze nog onbekende Amerikaanse speler. Met zijn score van 283 (-1) liet hij net Thomas Bjørn en Vijay Singh achter zich. Dat jaar was de cut op +5. Ineens stond hij ook op de 35ste plaats van de Official World Golf Ranking. Hij werd de Rookie van het Jaar.

Sinds Francis Ouimet in 1913 het US Open won was Curtis de eerste die zijn eerste Major won.
Door het winnen verwierf hij vijf jaar speelrecht op de Amerikaanse Tour en tien jaar op de Europese Tour. In 2004 en 2005 speelde hij toernooien op beide tours, maar goede resultaten behaalde hij niet. In 2006 ging het wat beter. Hij behaalde twee overwinningen in Amerika en in 2007 werd hij 5de op het Brits Open.
Seizoen 2008 is zijn topjaar geworden. Hij eindigde vijf keer in de top 10 en in augustus werd hij 2de op het PGA Championship op Oakland Hills. Hierdoor kwalificeerde hij zich voor de Ryder Cup. Op de PGA Tour verdiende hij dat jaar ruim US$ 2.600.000.
In 2009 was zijn spel heel consistent, maar hij haalde geen toppen.

### Gewonnen
- 2003: 132ste Brits Open (-1)
- 2006: Booz Allen Classic (-20), Lumber Classic (-14)